# Casa Gasset
Casa Gasset és una casa barroca de Lluçars al municipi de Vilanova de Meià (Noguera) inclosa a l'Inventari del Patrimoni Arquitectònic de Catalunya.

## Descripció
Casa pairal del segle xviii que forma part del nucli antic. A la llinda, d'arc rebaixat, hi ha un relleu amb el nom de la casa i la data de la construcció en una orla de motius vegetals de línia barroca.

## Història
La data de la llinda és 1778.